# Tionesta (Pennsylvania)
Tionesta település az Amerikai Egyesült Államok Pennsylvania államában, Forest megyében, melynek megyeszékhelye is. Lakosainak száma 428 fő (2020. április 1.).

## Népesség
A település népességének változása:

| 2010 | 483 |
| 2020 | 428 |